# Raskbodtjärnarna
Raskbodtjärnarna är en sjö i Ånge kommun i Medelpad och ingår i Ljungans huvudavrinningsområde. Sjön har en area på 0,0127 kvadratkilometer och ligger 402,9 meter över havet. Raskbodtjärnarna ligger i Jämtgaveln Natura 2000-område. Sjön avvattnas av vattendraget Getterån.

## Delavrinningsområde
Raskbodtjärnarna ingår i det delavrinningsområde (695321-150093) som SMHI kallar för Utloppet av Raskbodtjärnarna. Medelhöjden är 433 meter över havet och ytan är 4,74 kvadratkilometer. Det finns inga avrinningsområden uppströms utan avrinningsområdet är högsta punkten. Getterån som avvattnar avrinningsområdet har biflödesordning 2, vilket innebär att vattnet flödar genom totalt 2 vattendrag innan det når havet efter 120 kilometer. Avrinningsområdet består mestadels av skog (94 procent).